# Osiedle Południe (Piotrków Trybunalski)
Osiedle Południe – osiedle w Piotrkowie Trybunalskim, położone w południowo-zachodniej części miasta, będące administracyjną jednostką pomocniczą miasta.
Granice osiedla to:
- od północy ulica gen. Władysława Sikorskiego
- od wschodu ulica Kostromska
- od południa ulica Romana Dmowskiego
- od zachodu nowy odcinek śródmiejskiej obwodnicy Piotrkowa Trybunalskiego.

Budowane od końca lat 70. do połowy lat 80. Zabudowa osiedla to bloki mieszkalne zbudowane głównie z systemu płytowego „szczeciński”, ale znajduje się również tam niewielka liczba bloków (na wschodzie osiedla) OWT. Na zachodzie osiedla znajdują się tereny spółdzielni mieszkaniowych i garaże, natomiast na północnym zachodzie mieści się Centrum Handlowo-Usługowe Echo.
Przed powstaniem osiedla 35-lecia, osiedle Południe nosiło nazwę Narutowicza-Południe, gdyż było położone na południe od osiedla Narutowicza mieszczącego się, niegdyś na terenie obecnego osiedla Belzacka (bloki OWT należące do Piotrkowskiej Spółdzielni Mieszkaniowej).